# Vangschip

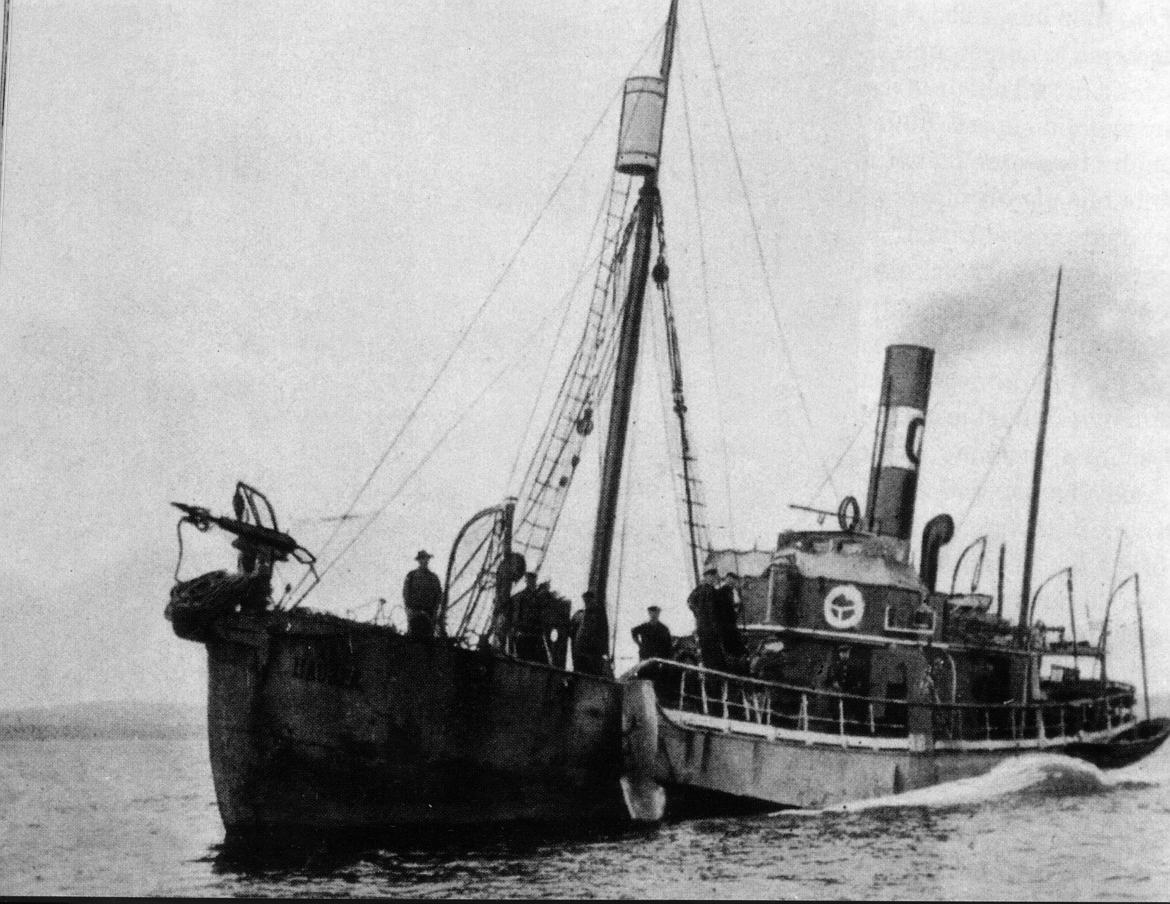
Een vangschip, circa 1900.

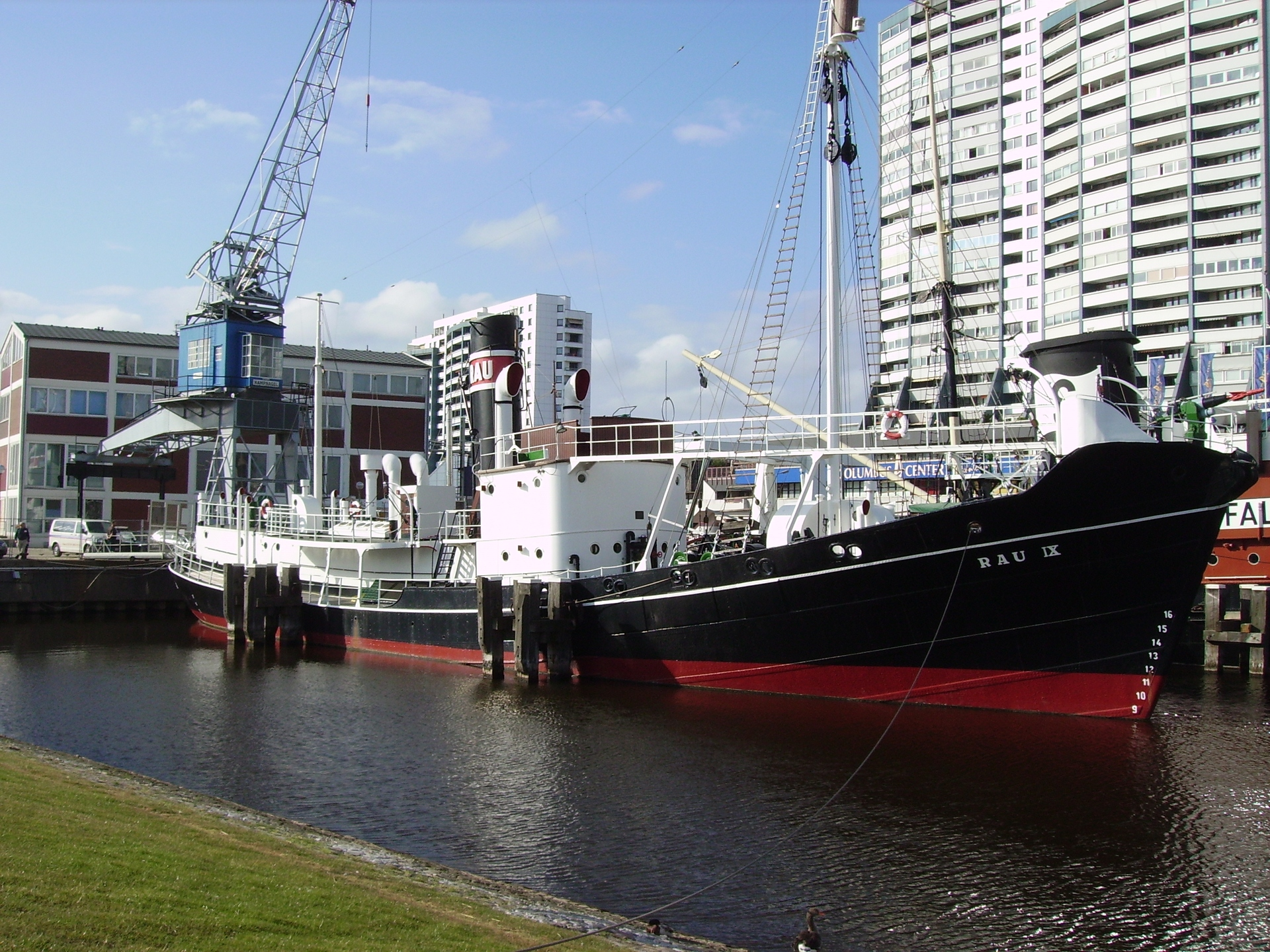
Walvisjager Rau IX in Bremerhaven.

Een vangschip (ook vangboot of walvisjager, kortweg jager, Engels: catcher) is een klein, snel en wendbaar schip dat speciaal is uitgerust voor het jagen, vangen en doden van walvissen tijdens de walvisvaart op volle zee.
Boven de voorsteven van het vangschip bevindt zich het harpoenkanon waarmee de harpoenier de harpoen, vanaf de negentiende eeuw voorzien van een explosieve lading, in de walvis moet schieten. Tussen de brug van het schip en het bordes waar het kanon staat ligt een loopbrug zodat de harpoenier direct in actie kan komen wanneer een walvis is gesignaleerd. Aan de harpoen is een lange tros bevestigd die aan het schip vastzit. Na het raken van de walvis kan deze op de vlucht slaan en de boot meeslepen. Om de trekkracht van de walvis op te vangen is op het schip een accumulator ingebouwd, bestaande uit een groot aantal sterke veren. Het kan tot twee uur duren voordat de walvis sterft. Zogenaamde boeiboten verslepen vervolgens de gevangen walvis naar het walvisfabrieksschip, waar de walvis aan boord wordt gehesen om aan dek verwerkt te worden.
De walvisvaart waarbij de jacht op en vangst en verwerking van walvissen door een vloot van schepen op volle zee plaatsvindt heet "pelagische walvisvaart'. De enige Nederlandse maatschappij die deze vorm van walvisvaart heeft bedreven is de Nederlandsche Maatschappij voor de Walvischvaart (NMW). Naast de grote walvisfabrieksschepen Willem Barendsz (I) en Willem Barendsz (II) beschikte deze maatschappij per expeditie over circa acht tot veertien vangschepen.
In Bremerhaven ligt het museumschip Rau IX. De Rau IX werd in 1939 in dienst gesteld en is als walvisjager actief geweest tussen circa 1950 en 1970. Het is opengesteld voor het publiek.